# Blașcovici
Blașcovici este un cartier din Timișoara. Numele cartierului vine de la Franz Blaskovics, fost vicar general al Diecezei de Timișoara, rămas în memoria locului ca apărător al drepturilor germanilor din Banat și nu numai. În jurul anului 1900 a început parcelarea zonei și pe locul unei foste grădini ce i-a aparținut au apărut primele strazi din cartier.